# Зеевен (Золотурн)
Зевен (нем. Seewen SO) — коммуна в Швейцарии, в кантоне Золотурн.
Входит в состав округа Дорнек. Население составляет 1019 человек (на 31 декабря 2007 года). Официальный код — 2480.

## Фотографии

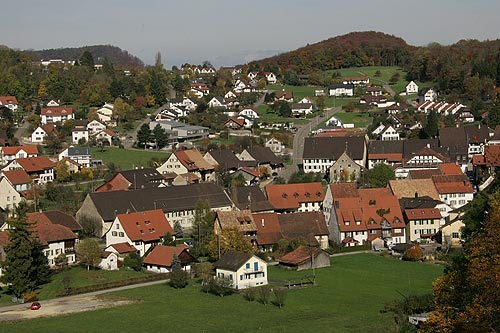
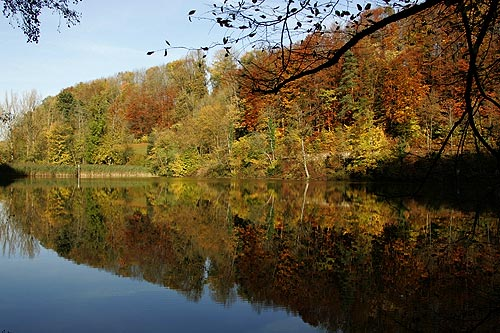
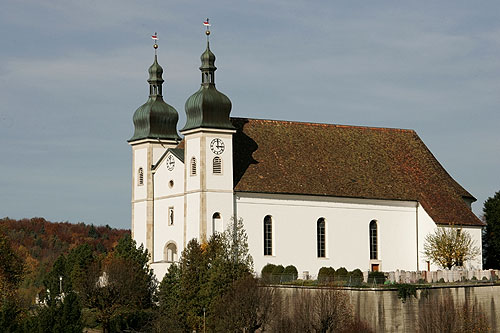
Церковь